# Жизор
Жизор (фр. Gisors) је насељено место у Француској у региону Горња Нормандија, у департману Ер.
По подацима из 2011. године у општини је живело 11.474 становника, а густина насељености је износила 688,3 становника/km².

## Демографија
| 1962. | 1968. | 1975. | 1982. | 1990. | 2011.  |
| ----- | ----- | ----- | ----- | ----- | ------ |
| 6.398 | 7.329 | 8.769 | 8.732 | 9.481 | 11.474 |